# ZIS-115
ZIS-115 este varianta blindată a automobilului ZIS-110. Acest model a fost creat special pentru Iosif Vissarionovici Stalin. Au existat 3 astfel de automobile, fabricate în perioada interbelică (1930-1945).